# Тяминтюнг
Тяминтюнг (англ. Jaminjung) — язык аборигенов Австралии. Распространён в районе реки Виктория в Северной территории Австралии. Относится к йиррамской ветви миндийской семьи. По данным 2006 года насчитывается около 120 носителей языка.

## География и социолингвистические данные
Виктория - самая длинная река в Северной территории. Она протекает по пустыни Танами и графству Сентрал-Дезерт. Бассейн реки является традиционной территорией распространения йиррамских языков.
Территория аборигенов-носителей тяминтюнга ограничена с юга рекой Виктория, а с севера — рекой Фицморис.
На севере язык тяминтюнг "граничит" с языками муррин-пата и Wagiman, на востоке — с языком ватаман, на юге — с Nungali, на западе — с Gajirrabeng. 
Зафиксированные места проживания носителей тяминтюнга (Schultze-Berndt, 2000):  
- Mirima Camp (Кунунарра)
- Timber Creek
- Ningbingi
- Marralam
- Ngamanbidji (Kildurk)
- Bulla
- Gilwi

До массового прибытия европейцев в Австралию носители тяминтюнга вели кочевой образ жизни, занимались охотой и собирательством, вели торговлю с такими племенами, как Ngarinyman, Bilinarra, Miriwoong, Gajirrabeng, муррин-пата, ватаман. Также с этими племенами поддерживались брачные отношения. Сейчас торговые и брачные связи с этими племенами носители тяминтюнга стараются также поддерживать.
На территории проживания аборигенов тяминтюнг есть несколько начальных школ, однако язык тяминтюнг в них не преподается. Все старшие школы находятся в ведомстве некоренного населения, поэтому носители тяминтюнга редко когда поступают в старшую школу и заканчивают её. Для детей тяминтюнг является вторым языком: первым - это австралийский креольский язык криол. Для большинства представителей тяминтюнг криол является языком повседневного общения.
Отчёт 2005 года сообщал о 15 говорящих на языке тяминтюнг, отмечая, что нет носителей, которые бы владели только одним языком.

## Фонетика и фонология

### Гласные
Набор гласных фонем языка тяминтюнг представлен следующим образом:
|                | Передний ряд | Центральный ряд | Задний ряд |
| -------------- | ------------ | --------------- | ---------- |
| Верхний подъем | i /i/        |                 | u /u/      |
| Средний подъем | e /e/        |                 |            |
| Нижний подъем  |              | a /a/           |            |

Гласный <е> используется только в заимствованных словах. Долгота гласных не является смыслоразличительной.

### Согласные
|          | Губно- губные | Апико- альвеолярные | Апико- постальвеолярные (ретрофлексные) | Ламино- дентальные | Ламино- палатальные | Велярные |
| -------- | ------------- | ------------------- | --------------------------------------- | ------------------ | ------------------- | -------- |
| Взрывные | b /b/         | d /d/               | rd /ɖ/                                  | th /t̪/             | j /c/               | g/k /g/  |
| Носовые  | m /m/         | n /n/               | rn /ɳ/                                  |                    | ny /ɲ/              | ng /ŋ/   |
| Боковые  |               | l /l/               | rl /ɭ/                                  |                    | ly /ʎ/              |          |
| Дрожащие |               | rr /r/              |                                         |                    |                     |          |
| Глайды   | w /w/         |                     | r /ɻ/                                   |                    | y /j/               |          |

Отсутствуют фрикативные согласные. Признак звонкости-глухости для взрывных смычных не является смыслоразличительным. У некоторых носителей наблюдается гортанная смычка, возникающая на стыке между морфемами, но, по всей видимости, она не является фонемой.

### Фонотактика
Обычно слова состоят из двух слогов. Слова не могут начинаться с гласной, дрожащего rr, ретрофлексного глайда r и ламино-палатального бокового ly. В начале слога возможно не более одного согласного. На конце слога возможны сочетания согласных: обычно первый согласный - это дрожащий или любой боковой, а второй согласный - b, g или ng.
Из морфонологических чередований можно выделить леницию и деназализацию. Лениции подвергаются /g/ и /b/, превращаясь в /w/ в интервокальном положении (это вызывает появление алломорфов у падежных показателей и префиксов). Деназализация встречается в показателе эргатива -ni > -di, а также в некоторых глагольных формах: b- + -minda- 'есть, кушать'  > bida-. Эта деназализация может распространяться и на другие присоединяемые к словоформе суффиксы: gani-minda-ny ‘3SG:3SG-кушать-PST’ может переходить в gadi-bida ‘3SG:3SG-FUT:кушать’.